# Beata Maksymow
Beata Elżbieta Maksymow (Czeladź, 27 de julio de 1967-9 de junio de 2024) fue una deportista polaca que compitió en judo.
Ganó cinco medallas en el Campeonato Mundial de Judo entre los años 1989 y 1999, y trece medallas en el Campeonato Europeo de Judo entre los años 1985 y 1998.
Participó en tres Juegos Olímpicos de Verano, entre los años 1992 y 2000, ocupando el quinto lugar en Barcelona 1992 y en Atlanta 1996, en la categoría de +72 kg.
Fue galardonada en su país con la Medalla por Logros Deportivos Destacados tanto de oro como de plata.

## Palmarés internacional
| Campeonato Mundial | Campeonato Mundial       | Campeonato Mundial | Campeonato Mundial |
| Año                | Lugar                    | Medalla            | Categoría          |
| ------------------ | ------------------------ | ------------------ | ------------------ |
| 1989               | Belgrado (Yugoslavia)    | Medalla de bronce  | +72 kg             |
| 1991               | Barcelona (España)       | Medalla de bronce  | +72 kg             |
| 1993               | Hamilton (Canadá)        | Medalla de oro     | Abierta            |
| 1997               | París (Francia)          | Medalla de bronce  | +72 kg             |
| 1999               | Birmingham (Reino Unido) | Medalla de oro     | +78 kg             |
| Campeonato Europeo |                          |                    |                    |
| Año                | Lugar                    | Medalla            | Categoría          |
| 1985               | Landskrona (Suecia)      | Medalla de bronce  | Abierta            |
| 1986               | Londres (Reino Unido)    | Medalla de oro     | +72 kg             |
| 1988               | Pamplona (España)        | Medalla de bronce  | Abierta            |
| 1989               | Helsinki (Finlandia)     | Medalla de plata   | Abierta            |
| 1989               | Helsinki (Finlandia)     | Medalla de bronce  | +72 kg             |
| 1991               | Praga (Checoslovaquia)   | Medalla de oro     | +72 kg             |
| 1993               | Atenas (Grecia)          | Medalla de bronce  | +72 kg             |
| 1994               | Gdańsk (Polonia)         | Medalla de plata   | +72 kg             |
| 1994               | Gdańsk (Polonia)         | Medalla de bronce  | Abierta            |
| 1995               | Birmingham (Reino Unido) | Medalla de bronce  | +72 kg             |
| 1997               | Ostende (Bélgica)        | Medalla de oro     | Abierta            |
| 1997               | Ostende (Bélgica)        | Medalla de bronce  | +72 kg             |
| 1998               | Oviedo (España)          | Medalla de plata   | Abierta            |